# 太阳一号太阳能发电站
太阳一号（阿拉伯语：‎）是位于阿拉伯联合酋长国阿布扎比沙漠地区建造的一座聚光太阳能热发电的发电站。该太阳能电站位于阿布扎比市西南约120（75英里），在从塔里夫河到利瓦绿洲的道路上，距Madinat Zayed 6（4英里） 。 它于2013年3月17日开始运作。
第一部分'太阳一号'使用抛物线光槽(Parabolic trough)技术，容量为100兆瓦（MW），使其成为世界上最大的抛物线槽电站之一。 '太阳一号'站已于2013年初投入使用，随后将是'太阳2号'站和'太阳3号'站。

## 描述

抛物线形光槽镜

太阳一号是使用抛物线光槽技术的100 MW集中式太阳能电站。 它每年替代CO
2 17.5万吨，其电力输出足以为20,000户家庭供电。 该站由258,048个抛物线形光槽镜，192个集热器组件回路（每个回路有8个集热器组件），768个集热器组件单元和27,648个吸收器管道组成。 它占地面积约2.5平方（0.97平方英里）。

## 开发商
该项目的建造是由阿布扎比的马斯达尔可再生能源公司、法国道达尔(Total S.A.)能源公司、西班牙阿文戈亚(Abengoa S.A.)太阳能公司合作完成的。该站采用抛光槽技术，有25.8万个反射镜，总面积2.5平方公里。这些反射镜将太阳能集中到充满油的管道中，产生蒸汽，驱动涡轮机发电。而为了提高效率，还配备了加热器来加热蒸汽。这个电站有100兆瓦的装机容量，可解决两万户家庭的用电问题。

## 融资
太阳一号的建筑成本约为$6亿美元。 该项目由法国巴黎银行，第一阿布扎比银行和法国兴业银行等10个地区和国际贷款机构提供资金。